# Göttin mit Geierkrone, Bruchstück eines Kalksteinreliefs
In der ägyptischen Sammlung des Roemer- und Pelizaeus-Museums in Hildesheim befindet sich ein Bruchstück eines Kalksteinreliefs mit einer Göttin mit Geierkrone aus dem Neuen Reich (18. Dynastie oder 19. Dynastie).

## Fundort
Der Fundort ist vermutlich Theben und eine Datierung ins Neue Reich, in die frühe Ramessidenzeit wahrscheinlich. Das Relief wurde aus dem Nachlass eines Hamburger Arztes angekauft, der es um 1910 bei einer Ägypten-Reise erworben hatte.

## Beschreibung
In der Datenbank The Global Egyptian Museum wird das Relief folgendermaßen beschrieben:

„Auf dem unregelmäßig herausgebrochenen Reliefblock ist im Profil nach links gewandt der Kopf einer Frau erhalten, die eine Geierhaube trägt. Diese besteht aus dem Balg eines (weiblichen) Geiers, der über die Perücke gestülpt getragen wurde. Die waagerechte Verlängerung ihrer Schulterlinie zeigt an, dass die Frau ihren rechten Arm erhoben ausgestreckt hielt, um eine Person zu umarmen. Nach vergleichbaren Szenen kann dies nur ein König gewesen sein. Am linken Bildrand ist noch seine Schulter erhalten. Wahrscheinlich handelt es sich bei der Frau um eine Göttin, wenn es auch aufgrund der Geierhaube theoretisch eine Königin sein könnte. Ihre Gesichtszüge sind fein und gleichzeitig markant ausgearbeitet: die Augenbraue ist lang und leicht geschwungen, das Auge groß und von betonten, lang ausgezogenen Schminkstrichen umgeben; die nur ganz leicht gebogene Nase, der kleine Mund und das vorspringende Kinn verleihen dem Profil Klarheit und dem Gesicht einen energischen Ausdruck. Am Hals ist noch der obere Rand eines breiten Halskragens erkennbar.“

Der Reliefausschnitt sei zu klein, um eine sichere Rekonstruktion der Szene zu erlauben. „Es ist jedoch sehr wahrscheinlich, dass es sich um die Darstellung eines Königs in der Umarmung einer Göttin handelt. Parallelen dazu sind aus Königsgräbern und aus Tempeln der 19. Dynastie gut bezeugt. Die Geierhaube weist am ehesten auf die Göttin Mut, die Partnerin des Reichsgottes Amun-Re von Theben.“